# Référendum constitutionnel togolais de 1963
Un  référendum constitutionnel a lieu le 5 mai 1963 au Togo. La population est amenée à se prononcer sur une révision constitutionnelle instaurant une Seconde république qui présidentialise notamment les institutions du pays, ce qu'elle approuve à une très large majorité.

## Objet
Le référendum a lieu dans le contexte du coup d'État militaire des 12 et 13 janvier 1963 contre le président Sylvanus Olympio, retrouvé assassiné dans des circonstances encore non élucidées à l'intérieur de l'ambassade américaine où il s'était réfugié la veille. Le projet de révision constitutionnelle prévoit un régime présidentiel avec un président doté de pouvoirs étendus pouvant effectuer un maximum de deux mandats de cinq ans, ainsi qu'un parlement unicaméral. L'article 85 impose désormais le recours au référendum pour toute révision constitutionnelle, un procédé jusqu'alors optionnel.

## Résultat
| Choix                     | Votes   | %     |
| ------------------------- | ------- | ----- |
| Pour                      | 568 402 | 98,53 |
| Contre                    | 8 484   | 1,47  |
|                           |         |       |
| Votes valides             | 576 886 | 99,07 |
| Votes blancs et invalides | 5 423   | 0,93  |
| Total                     | 582 309 | 100   |
| Abstentions               | 57 215  | 8,95  |
| Inscrits/Participation    | 639 524 | 91,05 |